# Centro Histórico de Vitória

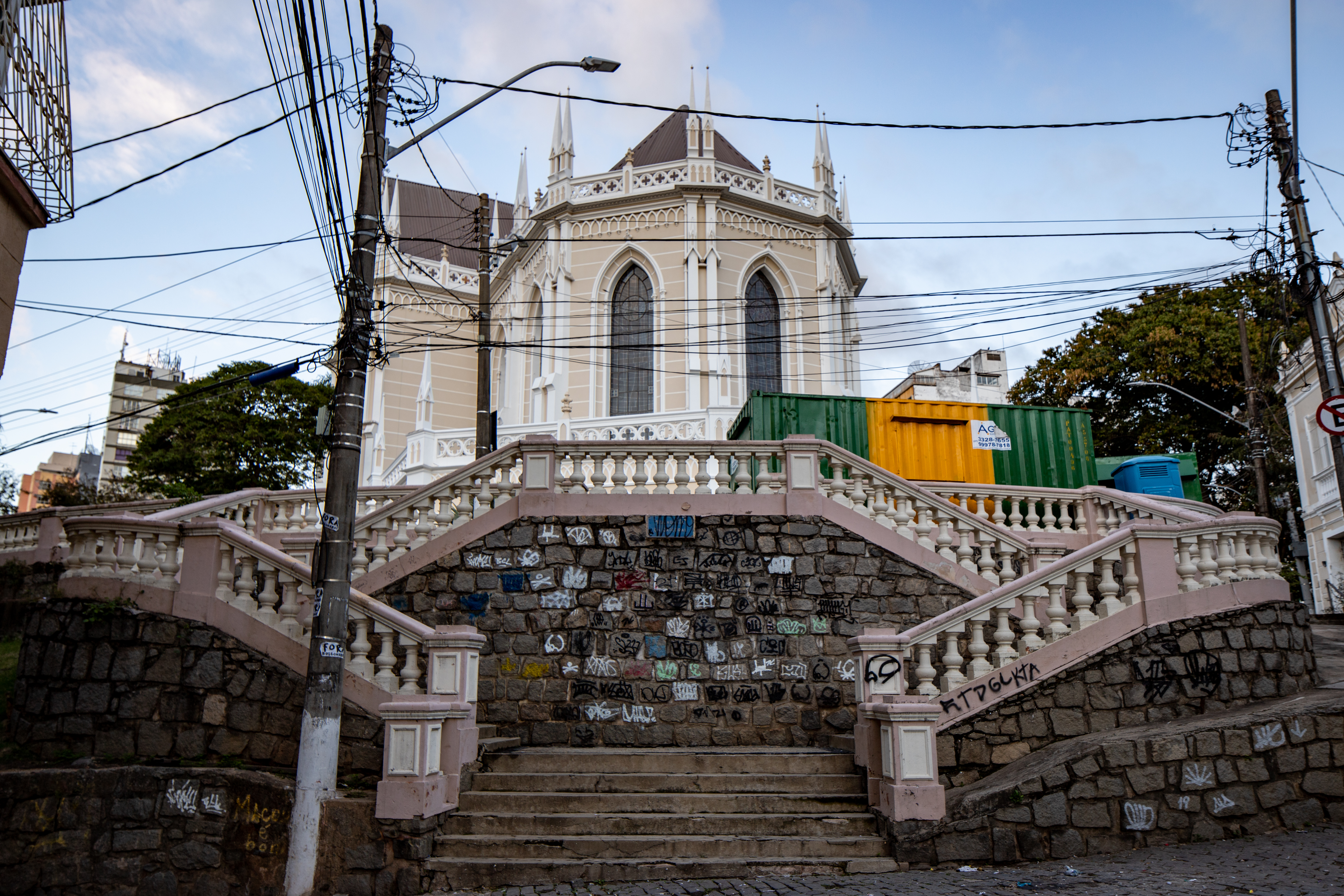
Ao lado da Catedral Metropolitana de Vitória, no centro histórico, encontra-se o Marco Zero da cidade de Vitória.

O Centro Histórico de Vitória, capital do estado do Espírito Santo, compreende o núcleo original de povoamento dos portugueses no período colonial e abrange ainda hoje uma série de monumentos e patrimônios de valor histórico, desde o século XVI, no centro da cidade.

## História
A Vila de Vitória foi fundada provavelmente no ano de 1550, quando portugueses resolveram se estabelecer ali, após fugirem de ataques que sofriam no continente, na Vila do Espírito Santo, hoje Vila Velha. O seu desenvolvimento se deu em um platô, com encostas que desciam até o mar, em um espaço inicialmente delimitado entre a Igreja Matriz (hoje a Catedral Metropolitana de Vitória) e o Colégio de Santiago, dos jesuítas (hoje Palácio Anchieta).
No início do período republicano, até a década de 1910, a cidade de Vitória passa por importantes remodelações, em que governantes, como o governador Jerônimo Monteiro, buscaram modernizar a cidade, removendo os antigos edifícios coloniais da cidade a fim de apagar o passado colonial e monarquista e dar espaço para novas obras republicanas, como a instalação de luz elétrica, bondes, esgotos e mais. Por causa dessas reformas, praticamente todos os edifícios do período colonial foram demolidos, tendo sobrevivido apenas as igrejas e dois sobrados na Rua José Marcelino, atrás da Catedral.

## Patrimônios Históricos
Durante o século XX, diversos patrimônios do centro histórico foram tombados, seja nacionalmente, pelo Iphan, seja a nível estadual, pela Secretaria de Cultura do Estado. São patrimônios históricos tombados pelo Iphan:
- Os dois sobrados geminados da Rua José Marcelino, nos. 197 e 203/205, hoje sede do Iphan no estado[4]. Estes sobrados são a única herança do período colonial na cidade de Vitória, além das igrejas.
- A Igreja de Nossa Senhora do Rosário, fundada pela Irmandade de Nossa Senhora do Rosário dos Homens Pretos, na encosta do Morro do Pernambuco).[5]
- A Capela de Santa Luzia, datada do século XVI, provavelmente 1527, e considerada a edificação mais antiga de Vitória
- A Igreja de São Gonçalo, ou Capela de Nossa Senhora do Amparo e da Boa Morte, construída de pedra e cal, possivelmente em 1707).[1]

Já os patrimônios tombados pela Secult incluem: 
- O Chafariz da Esplanada Capixaba, fundado em 1828 e o único chafariz ainda existente na cidade
- O Mercado da Capixaba, construído em 1926 para substituir o antigo mercado municipal
- O edifício do Museu de Arte do Espírito Santo (Maes), de 1925, construído inicialmente para abrigar instituições do governo
- O Palácio Anchieta, um colégio jesuíta cujas construções se iniciaram em 1550 e hoje abriga a sede do governo estadual
- A Igreja e Convento Nossa Senhora do Carmo, cuja construção se deu em 1682. O edifício teve diversas funções com o passar o tempo e hoje, além da igreja, abriga uma escola pública.[6]
- O Palácio da Cultura Sônia Cabral, construído entre 1910 e 1912 sobre a antiga Igreja da Misericórdia. Hoje é um teatro e sede da Orquestra Sinfônica do Espírito Santo
- O Theatro Carlos Gomes, inaugurado em 1927, foi inspirado no Teatro Scala, de Milão, na Itália. Foi projetado pelo arquiteto autodidata André Carloni.
- A Catedral Metropolitana de Vitória, cuja construção durou de 1920 a 1970 e foi feita sobre a antiga igreja matriz da cidade.[7]
- O frontispício do Convento de São Francisco, construído em 1591 para abrigar os padres franciscanos convidados a se estabelecer no Espírito Santo.[8]

A partir de 2006 o Centro Histórico passou a contar com o projeto Visitar, realizado pela Prefeitura Municipal de Vitória em conjunto com o Instituto Goia. O Visitar abre os monumentos do centro histórico para visitação, colaborando assim para a valorização e preservação dos patrimônios. Nesse período, foram instaladas as Placas de Sinalização Turística da cidade, que trazem mapas do centro histórico e contam a história dos principais patrimônios da região. Essas placas sofrem constantemente de vandalismo.
A partir de 2015, o projeto passou a se chamar Visitar Centro Histórico.